# سام آردای
سام آردای (انگلیسی: Sam Arday; ۲ نوامبر ۱۹۴۵ – ۱۲ فوریهٔ ۲۰۱۷) مربی فوتبال اهل غنا بود.